# ONU Mulheres
A Entidade das Nações Unidas para a Igualdade de Gênero e o Empoderamento das Mulheres (ONU Mulheres; em inglês: UN Women, em francês: ONU Femmes) é um órgão da Organização das Nações Unidas (ONU) destinado a promover empoderamento de mulheres e igualdade de género. Criada em 2010, iniciou suas operações em 2011. Foi estabelecida através da unificação dos mandatos e recursos de órgãos até então existentes para um impacto maior que os pequenos órgãos substituídos. Sua primeira chefe foi Michelle Bachelet, ex-presidente do Chile, e a atual diretora-executiva é a jordaniana Sima Sami Bahous.
No Brasil, a ONU Mulheres conta com um escritório-país localizado em Brasília, que sucede o Escritório Regional do Fundo de Desenvolvimento das Nações Unidas para a Mulher (UNIFEM) para Países do Cone Sul, que funcionou entre 1992 e 2010.

## Mandato
O mandato e as funções da ONU Mulheres consistem em mandatos consolidados e funções do Escritório do Assessor Especial para Questões de Gênero e Avanço das Mulheres, a Divisão para o Avanço das Mulheres, o Fundo de Desenvolvimento das Nações Unidas para a Mulher e o Instituto Internacional de Pesquisas e Capacitação para o Progresso da Mulher. Além disso, a entidade deve liderar, coordenar e promover a responsabilização do sistema das Nações Unidas no seu trabalho sobre a igualdade de género e o empoderamento das mulheres. A meta da ONU Mulheres é para melhorar, e não substituir, os esforços por outras partes do sistema das Nações Unidas, tais como Fundo das Nações Unidas para a Infância (UNICEF), Programa das Nações Unidas para o Desenvolvimento (PNUD) e Fundo de População das Nações Unidas (UNFPA), tudo o que vai continuar a trabalhar para a igualdade de género e o empoderamento das mulheres em suas áreas de especialização.
Em conformidade com as disposições da Resolução 64/289, a ONU Mulheres trabalha no âmbito da Carta das Nações Unidas, a Declaração de Beijing e a Plataforma de Acção — incluindo as suas 12 áreas críticas de preocupação e os resultados da vigésima terceira sessão especial da Assembleia Geral das Nações Unidas — bem como outros instrumentos das Nações Unidas aplicáveis, normas e resoluções que abordam a igualdade de género e o empoderamento e promoção das mulheres.
As principais áreas temáticas femininas da ONU de trabalho incluem: liderança e participação política; desenvolvimento econômico; fim da violência contra as mulheres; ação humanitária; paz e segurança; governança e planejamento nacional; Agenda para o Desenvolvimento Sustentável de 2030; e HIV e AIDS.
No final de 2013, uma série de anúncios, desenvolvido como uma ideia criativa para a ONU Mulheres por Ogilvy & Mather, usaram genuinamente pesquisas do Google para revelar a prevalência generalizada de sexismo e a discriminação contra as mulheres. Os anúncios mostravam os rostos de quatro mulheres e pediam sugestões dos internautas sobre o que fazer com tais mulheres. As sugestões foram todas machistas ou misóginas. Uma campanha similar foi também executada de sensibilização para os direitos dos homossexuais.
Também no final de 2013, a ONU Mulheres lançou um banco de dados constitucional que examina constituições através de uma lente de gênero. O primeiro de seu tipo, este banco de dados mapeia os princípios e as regras que garantem, negam ou protegem os direitos de mulheres e meninas ao redor do mundo. Esta ferramenta para a igualdade de género e activistas dos direitos humanos é anualmente actualizada e pesquisada, e fornece uma visão abrangente do estado atual das disposições relevantes para os direitos das mulheres e igualdade de gênero em vários países em todo o mundo. Os usuários podem pesquisar,embora o banco de dados por palavra-chave, e as disposições legais são agrupados em 16 categorias que foram cuidadosamente definidas por uma revisão das constituições a partir de uma perspectiva de direitos humanos.
A ONU Mulheres é uma das agências líderes na coordenação de eventos do Dia Internacional da Mulher bem como da Comissão sobre o Status da Mulher.
O ano de 2015 marcou uma série de marcos significativos - o 20º aniversário da Quarta Conferência Mundial sobre as Mulheres e adoção da Declaração de Beijing e Plataforma de Ação - que era o foco da 59ª sessão da Comissão sobre o Status da mulheres (CSW59) a partir de março de 2015, onde os líderes mundiais fizeram um balanço dos avanços e desafios restantes para a aplicação desse acordo marco para a igualdade de gênero e direitos das mulheres. A ONU Mulheres desempenhou um papel ativo nas grandes negociações e processos intergovernamentais, incluindo a Conferência sobre Financiamento para o Desenvolvimento em Addis Abeba, em julho de 2015, cujo resultado foi forte sobre a necessidade de financiar adequadamente a igualdade de género e incorporá-lo no planejamento do desenvolvimento, bem como as negociações e adoção bem sucedida da nova agenda de desenvolvimento pós-2015 em 25 de setembro de 2015. O novo planejamento de desenvolvimento global inclui uma meta na igualdade de género e o empoderamento das mulheres (desenvolvimento Sustentável meta 5).

## Composição da diretoria
O Conselho Executivo de 2015, eleito em 2014, é composto por:
- África: Argélia, Djibouti, Guiné Equatorial, Gabão, Gâmbia, Malawi, Senegal, Somália, África do Sul e Togo
- Ásia-Pacífico: Bangladesh, República Popular da China, Índia, Japão, Maldivas, Filipinas, Coreia do Sul, Ilhas Salomão, Tailândia e Emirados Árabes Unidos
- Europa Oriental: Bósnia e Herzegovina, Letónia, Polónia e Rússia
- América Latina e Caribe: Brasil, Colômbia, Cuba, Suriname, Uruguai e Venezuela
- Europa Ocidental e outros estados: Alemanha, Israel, Itália, Portugal e Turquia
- Países que contribuem, mas não fazem parte da Diretoria oficialmente: Dinamarca, México, Espanha, Arábia Saudita, Reino Unido e Estados Unidos

## Comissão sobre a Situação das Mulheres
Em março de 2023 teve início a 67.ª sessão da Comissão sobre a Situação das Mulheres (Commission on the Status of Women, CSW), o maior encontro anual da ONU sobre igualdade de gênero e empoderamento das mulheres. Neste ano, o evento teve como tema “Inovação e mudança tecnológica, e educação na era digital para alcançar a igualdade de gênero e o empoderamento de todas as mulheres e meninas”.
Foi discutido que as tecnologias digitais têm proporcionado oportunidades inéditas para melhorar a vida das mulheres e meninas em todo o mundo, com mudanças rápidas em todas as esferas da vida, incluindo sistemas econômicos, sociais e políticos. Esse avanço tem criado novas plataformas e pontos de entrada para grupos historicamente marginalizados.
Contudo, juntamente com as oportunidades, a era digital tem gerado ameaças ao bem-estar das mulheres e meninas que são inéditas. Os espaços online têm permitido a violência contra mulheres, com maior anonimato e impunidade aos perpetradores. Além disso, a discriminação de gênero no setor tecnológico e nos próprios sistemas automatizados tem aprofundado as desigualdades de gênero. A falta de leis e regulamentações globais têm deixado grupos vulneráveis ainda mais expostos a violações de direitos e privacidade.
Em meio à pandemia de COVID-19 e outras crises globais, o acesso a espaços online tem se tornado ainda mais crucial, e é preciso assegurar que mulheres e meninas não sejam deixadas para trás. A CSW67 oferece uma oportunidade única para moldar o nosso futuro digital para melhor, com governos, organizações da sociedade civil, especialistas e ativistas de todo o mundo se unindo durante as próximas duas semanas para enfrentar os desafios e aproveitar o enorme potencial da tecnologia para o empoderamento de todas as mulheres e meninas.
Na comitiva Brasileira participaram diversas autoridades e membros da sociedade civil, dentre eles o desembargador presidente do Tribunal Regional do Trabalho da Paraíba (13.ª Região) Thiago de Oliveira Andrade, as ativistas da Articulação de Organizações de Mulheres Negras Brasileiras (AMNB) Alane Reis, Naiara Leite e Valdecir Nascimento, e, como representante da Região Nordeste do Brasil, a ativista Larissa DeLucca, presidente da Fundação Mulheres Aceleradas (FMA), com sede na cidade de Fortaleza, estado do Ceará.